# 카스투르바 간디

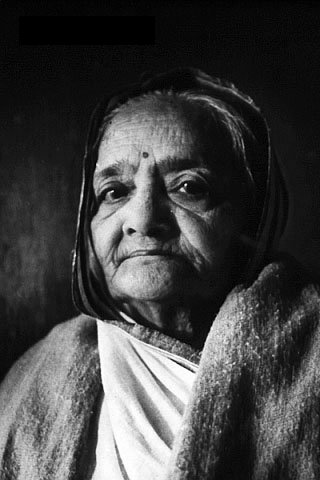
카스투르바이 부인 (1940년)

카스투르바이 "카스투르바" 모한다스 간디(Kasturbai "Kasturba" Mohandas Gandhi, 1869년 4월 11일 - 1944년 2월 22일)는 인도의 정치 활동가이다. 마하트마 간디와 1883년 결혼했다.